# Ahlefeldt
Ahlefeld eller Ahlefeldt er navnet på en gammel holstensk adelsslægt. Den er
af samme stamme som familierne Bosendal, Rastorp (Rostrup) og Rumohr, og kan vistnok forfølges tilbage til Benedict af Perdol (Perdöl ved Plön), ca. 1220.

## Våben
Det på langs delte skjold viser i højre felt en (hvid eller sort) ørneflugt (i blåt), det venstre felt tværdelt tre eller fem gange eller to (røde) bjælker (i hvidt); hjelmtegnet en (hvid) hund (rakke eller støver) med (rødt) halsbånd, siddende på en (rød) pude med (gule eller guld) kvaster.
Dette er det middelalderlige slægtsvåben, som ikke angiver evt. senere ophøjelser i friherrelig og grevelig stand.
I et holstensk folkesagn betegnes slægten som "de vilde Ahlefeldter".

## Historie
Et uhistorisk sagn afleder slægtens herkomst fra greverne af Schwabeck, der 1152 fra Schwaben skal være flygtet til Hannover og her have grundlagt byen Alfeld. Den ældste kendte stamfader til hele slægten er Benedict Ahlefeldt, (død cirka 1340), hvis søn og sønnesønner tjente Valdemar Atterdag og havde betydelige pantelen og besiddelser i Danmark. I Hertugdømmet Slesvig erhvervede slægten godserne Søgård, Nør (ved Egernførde), Königsförde-Lindau (ved Ejderkanalen), Sakstorp (i dag Saxtorf på halvøen Svans), Gelting (på halvøen Angel); i Hertugdømmet Holsten Bossee, Lehmkulen, Wittmold, Deutsch-Nienhof, Emkendorf, Klein Nordsee, Haseldorf og Fresenburg.
Man kender indtil nu over 1300 fødte Ahlefeldter – der i rigdom og anseelse kappedes med Rantzau-slægten; De beklædte mange af de højeste embeder og titler i de danske kongers og de slesvigske hertugers tjeneste. Banner-bæreren Hans Ahlefeldt til Haseldorf faldt 1500 med Dannebrogsfanen i Ditmarsken, Godske Ahlefeldt (d. 1541) var den sidste katolske biskop i Slesvig. I Frederik 3.s tid spillede flere Ahlefeldter en fremragende rolle, særlig under Karl Gustav-krigen.
Frederik Ahlefeldt (d. 1686), blev 1665 tysk rigsgreve og 1672 dansk lensgreve og erhvervede Grevskabet Langeland. Han er således stamfader til greverne af Langeland. Hans sønnesønnesøn Grev Christian arvede Grevskabet Laurvig i Norge og fik 1785 kgl. bevilling for sig og efterkommere til at føre navn af grever Ahlefeldt-Laurvig.
Gehejmeråd Burchard Ahlefeldt til Eskilsmark fik 1672 patent som dansk greve. Medlemmerne af denne gren fik senere uindskrænket rang i gang og sæde som lensgrever, og overhovedet fik også titel af lensgreve.
Slægten Ahlefeldt samlede store jordbesiddelser: Olpenæs (ved Kappel), Kohøved (på halvøen Svans), Königsförde-Lindau (ved Ejderkanalen), Grevskabet Langeland med Tranekær Slot, Stamhusene Ahlefeldt (Broløkke) og Stamhuset Lundsgård,
Baroniet Lehn, Stamhuset Egeskov, Herregårdene Eriksholm, Fjællebro, Hjortholm, Møllerup, Skovsbo og Ulstrup Slot.

## Ahlefeldt-Laurvig
Linjen Ahlefeldt-Laurvig eller Ahlefeldt-Laurvigen opstod efter, at kammerherre, generalmajor Christian lensgreve Ahlefeldt til Grevskabet Langeland (1732-1791) i 1785 tilkendtes arveretten til Grevskabet Laurvig i Norge og herefter skrev sig Ahlefeldt-Laurvig eller Ahlefeldt-Laurvigen.
Hans søn, Frederik lensgreve Ahlefeldt-Laurvig, kaldet "Generalen", solgte Grevskabet Laurvig til kongen i 1805, men denne gren af slægten fortsatte med at anvende navnet Ahlefeldt-Laurvig eller Ahlefeldt-Laurvigen, da de formelt stadig også bærer titlen grever af Laurvig.
Senere variationer over navnet bæres af linjerne Ahlefeldt-Laurvig-Bille og Ahlefeldt-Laurvig-Lehn:

### Ahlefeldt-Laurvig-Bille
Linjen Ahlefeldt-Laurvig-Bille opstod efter ægteskabet i 1875 mellem Camilla Jessy baronesse Bille-Brahe (1853-1927), arving til Stamhuset Egeskov, og Julius Ludvig greve Ahlefeldt-Laurvig (1849-1912) fra Tranekær.
Denne gren af slægten besidder fortsat Egeskov m.m.

### Ahlefeldt-Laurvig-Lehn
Linjen Ahlefeldt-Laurvig-Lehn opstod efter ægteskabet i 1877 mellem Anna lensbaronesse Rosenørn-Lehn, arving til baroniet Lehn, og Frederik greve Ahlefeldt-Laurvig fra Tranekær, som i 1904, i forbindelse med overtagelsen af baroniet, fik patent på navnet Ahlefeldt-Laurvig-Lehn.
Denne gren af slægten besidder fortsat Hvidkilde gods, som var kernen i det tidligere baroni.

## Svensk gren af slægten
Slægten kom til Sverige i 1868, da cand. jur. Detlev August von Ahlefeldt (1811-1891), søn af cand. jur. Ernst Carl von Ahlefeldt (1785-1877) til Olpenæs, overtog godset Skeldinge sædegård (svensk: Skillinge säteri) ved Munka-Ljungby udenfor Ängelholm i Skåne, som blev solgt 1914. Den svenske linje bestod af sønnen Detlev Ernst Wilhelm Erich von Ahlefeldt (1845-1884) og sønnesønnen preussiske oberstløjtnant Carl August Wilhelm Harald von Ahlefeldt (1875-1969).

## Medlemmer af slægten
- Godske Ahlefeldt (død 1541), biskop i Slesvig by
- Claus Ahlefeldt (1614-1674), generalfeltmarskal og dansk befalingsmand i Norge
- Frederik Ahlefeldt (1623-1686), lensgreve til Grevskabet Langeland, dansk statholder i hertugdømmerne, storkansler
- Frederik Ahlefeldt (1662-1708), lensgreve til Langeland, dansk statholder i hertugdømmerne
- Frederik Ahlefeldt (1702-1773), lensgreve til Langeland, general
- Carl Ahlefeldt (1670-1722), gehejmeråd, lensgreve til Langeland, dansk statholder i hertugdømmerne
- Benedikt von Ahlefeldt (1678-1757), godsejer, direktør for Hamburger Oper, klosterprovst til Uetersen Kloster
- Frederik Ahlefeldt-Laurvigen (1760-1832), general, lensgreve til Langeland og Grevskabet Laurvig
- Charlotte von Ahlefeld (1781-1849), tysk forfatterinde
- Elisa von Ahlefeldt, 1788-1855, hustru til Adolphs von Lützow Immermanns veninde
- Sophie von Ahlefeldt, gift grevinde von Brockdorff (1848-1906)
- Walter von Brockdorff-Ahlefeldt (1887-1943), greve, tysk general under 2. verdenskrig
- Carl William Ahlefeldt-Laurvig (1860-1923), diplomat, politiker, udenrigsminister

- Søgårdlejren i slægtens eje fra 1398 til 1772
- Gråsten Slot i slægtens eje til 1725
- Tranekær Slot overtaget af Frederik Ahlefeldt (storkansler) ca. 1660
- Sorgenfri Slot opført 1705 af Carl Ahlefeldt
- Egeskov slot ejet af Julius Ahlefeldt-Laurvig-Bille siden 1882
- Hvidkilde ejet af Ahlefeldt-Laurvig-Lehn siden 1904